# Эллинизация (Украина)
Эллиниза́ция гре́ческого населе́ния Украи́ны — условное название политики по переводу народного образования и культурной жизни греков Украины, пользующихся румейским языком, на новогреческий язык (димотику). Проводилась c 1926 по 1938 годы в рамках всеобщей политики коренизации в СССР.
Основные направления эллинизации были разработаны правительственной комиссией ВУЦИК и СНК УССР по изучению положения греков Украины в сентябре-октябре 1925 года. Концепция эллинизации была изложена в статье главы греческой секции ЦК национальных меньшинств при ВУЦИК С. Г. Яли «Про условия возрождения греческой народности». В частности, Яли указывал на неидентичность мариупольских греческих диалектов и новогреческого языка и на то, что димотика может использоваться в учебном процессе только с некоторыми коррективами.
Для подготовки учителей с 1926 года действовали краткосрочные курсы переквалификации, где проходили обучение учителя греческого происхождения. С 1929 года центром подготовки учителей для греческих школ стал греческий сектор при Мариупольском педагогическом техникуме, вскоре ставшим Мариупольским греческим педагогическим техникумом.
Внедрение димотики в учебный процесс началось в 1926—1927 учебном году с создания 15 пробных групп в начальных школах. В следующем учебном году эллинизированными считались уже 52 первых, 25 вторых и 15 третьих групп начальных школ, а у 9 семилеток новогреческий язык преподавался как учебный предмет. В конце 1930-х годов димотика частично использовалась в 10 семилетках, 2 семилетки и средняя школа считались полностью эллинизированными. В той или иной степени димотикой пользовались преподаватели 11 начальных школ.
В 1930 году заработало греческое издательство в Мариуполе, а затем и в греческом филиале Укргоснацмениздате в Харькове. 27 ноября 1930 года началось издание газеты «Коллективистис», затем — журналов «Неос Махитис» и «Пионерос». В 1934 году стал издаваться литературный альманах «Неон Зои». В начале 1930-х годов в Мариуполе открылся Мариупольский греческий театр.
В 1920—1930-е годы проводились специальные исследования языка и культуры греков Мариуполя. С 1926 года исследованиями диалектов занимался Мариупольский краеведческий музей, с 1926 года к этой работе присоединилась Всеукраинская научная ассоциация востоковедения.
При реализации политики эллинизации направление поглощения культуры мариупольских греков культурой собственно греческой оказалось неработоспособным.
В 1937—1938 годах политика эллинизации была свёрнута. Органами НКВД было сфабриковано дело о Греческой антисоветской контрреволюционной повстанческой шпионской подпольной организации и проведены массовые репрессии против этнических греков в ходе греческой операции. На смену политике коренизации пришла русификация.